# Spilogona pamirensis
Spilogona pamirensis är en tvåvingeart som först beskrevs av Adrian C. Pont 1970.  Spilogona pamirensis ingår i släktet Spilogona och familjen husflugor. Inga underarter finns listade i Catalogue of Life.